# 진교의 변
진교의 변(陳橋之變)은 960년 송태조 조광윤이 7세의 후주의 공제(恭帝)에게서 왕위를 이어받아, 송나라를 세우게 된 계기가 된 사건이다.

## 배경
959년 오대십국 중 가장 명군으로 손꼽히는 후주의 세종이 급사를 하자, 7세에 불과한 공제 시종훈(柴宗訓)이 그 제위를 이었다. 960년 정월, 어린 황제를 모시고, 요나라와 싸우는 것에 불안을 느낀 군인들은 도중에 카이펑 부근의 진교역(陳橋驛)에서 조광윤에게 술을 만취하도록 먹이고, 정신을 잃은 그에게 황포를 입혀 강제로 추대하였다. 조광윤은 조보, 조광의 등 부하들의 추천에 못이기는 척하며 카이펑에 입성하여 7세의 어린 시종훈에게 황제를 선양 받아 송나라를 건국하였다. 이것을 진교병변(陳橋兵變) 또는 진교의 변(陳橋之變)'이라고 한다.
이와 같은 내용은 후에 북송이 세워진 후, 조광윤의 제위 찬탈을 인의적으로 조작한 것으로 실제로는 조광윤이 무력으로 후주를 공격하여 공제로부터 형식적인 선양을 걸친 찬탈이었다. 위에 언급된 북한의 침공 기록은 정작 당사국 요나라의 요서에는 이런 기록이 나오지도 않는다. 오랫동안 치밀하게 계획을 준비하던 조광윤은 마침내 후주를 공격하여 선양이라는 명목적인 이름으로 공제로부터 제위를 빼앗았다.

## 결과
조광윤의 군대에 맞서서 최후까지 항전했던 한통(韓通)은 전사했고, 당시 후주의 재상이었던, 범질(范質)과 왕부(王溥)와의 협상으로 공제의 제위를 선양이라는 이름으로 빼앗았다.
공제로부터 제위를 빼앗는 대신 시씨 가문을 보호한다는 맹약으로 인해 조광윤은 시종훈을 죽이지 않았고, 시종훈의 자손은 남송의 멸망 때까지 두터운 보호를 받았다. 968년 시종훈이 16세의 젊은 나이로 병사하고 송태조는 황제의 예로 장례를 치러준다.
그 후 송조는 300년간 시씨의 가문을 돌봐주며, 시씨 가문도 애산 전투에 참여하여 송나라와 명운을 함께 한다.
흔히 많은 사람들이 조광윤의 제위 찬탈을 인의적인 모습으로 생각하고 있지만, 위의 내용으로 보아 진교의 변 역시 다른 사건들과 같이 무력으로 제위를 빼앗은 하나의 사건일 뿐이다.

## 같이 보기
- 송태조 조광윤
- 후주